# Чапаевский (Гомельская область)
Чапаевский (бел. Чапаеўскі) (до 21 января 1969 года Берестяной Завод) — посёлок в Буйновичском сельсовете Лельчицкого района Гомельской области Беларуси.
На востоке и севере лес.

## География

### Расположение
В 30 км на северо-восток от Лельчиц, 53 км от железнодорожной станции Ельск (на линии Калинковичи — Овруч), 206 км от Гомеля.

## Транспортная сеть
Транспортные связи по просёлочной, затем автомобильной дороге Лельчицы — Мозырь. Планировка состоит из прямолинейной короткой улицы, близкой к широтной ориентации и застроенной двусторонне деревянными усадьбами.

## История
Согласно письменным источникам известен с начала XX века как хутор в Буйновичской волости Мозырского уезда Минской губернии. В 1931 году жители вступили в колхоз. Согласно переписи 1959 года в составе колхоза имени В. И. Чапаева (центр — деревня Первомайск). В деревне был завод, который делал березовый деготь. Местные жители до сих пор называют деревню Берзавод.

## Население

### Численность
- 2004 год — 26 хозяйств, 61 житель.

### Динамика
- 1908 год — 10 дворов 77 жителей.
- 1917 год — 88 жителей.
- 1921 год — 30 дворов 238 жителей.
- 1959 год — 222 жителя (согласно переписи).
- 2004 год — 26 хозяйств, 61 житель.